# Droit de seigneur

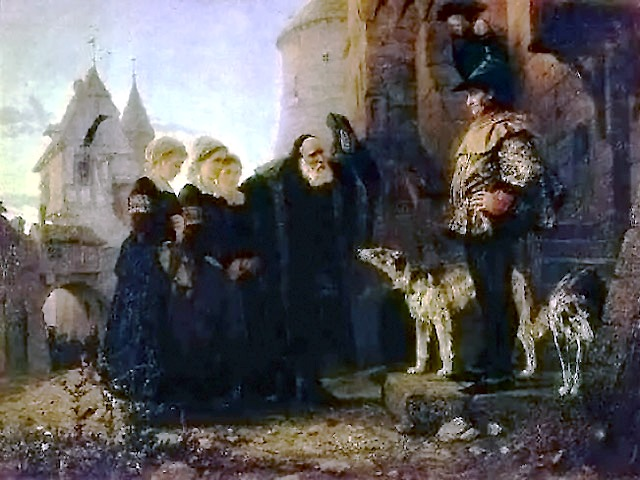
Vasily Polenov: Le droit du Seigneur (1874)

Droit de seigneur (franska, 'herrens rättighet' ) är synonymt med ius primae noctis (latin: 'rätten till första natten'), och avser den rättighet som adelsherrar under medeltiden påståtts ha haft att tillbringa första natten med bruden när någon av hans underlydande gifte sig.
Under 1700- och 1800-talet betraktades den av många som ett historiskt faktum, medan den i modern tid nästan helt avfärdas av historiker. Det är dock svårt att avgöra vilka regler som kan ha existerat socialt/oskrivet och i specifika regioner - men som en generell och vedertagen legal stadga i västerlandet kan den dock helt avfärdas.